# NASCAR Mexico T4 Series

Logo der Serie

Die NASCAR Stock V6 Series war eine von NASCAR Mexico organisierte Amateur-Rennserie der NASCAR, die in Mexiko fuhr. Sie galt als zweite Liga der mexikanischen NASCAR-Ligen hinter der NASCAR PEAK Mexico Series. 
Die Serie hatte das größte Fahrerfeld aller mexikanischen Rennserien mit mehr als 30 Teams, die den vollen Rennkalender fuhren und einigen anderen, die einem Teilzeitplan fuhren. Das Fahrerfeld der Serie war sehr vielfältig und reichte von 15-jährigen Anfängern bis hin zu über 40 Jahre alten Fahrern, die in der NASCAR Mexico T4 Series ihre Karriere ausklingen ließen.
Die Rennen wurden vom mexikanischen Sportsender AYM übertragen. In Europa gab es keine Fernsehübertragung der Rennserie. 

## Geschichte

### Anfänge (1993–2003)
Die NASCAR Mexico T4 Series war die Älteste der aktuell in Mexiko fahrenden Tourenwagenserien. Sie wurde im Jahre 1994 unter dem Namen Reto Neon (Neon Challenge) gegründet. Es war eine kostengünstige Rennserie, deren Fahrzeuge ausschließlich Dodge Neon waren. Diese Autos wurden jeweils von zwei Fahrern geteilt, einem erfahrenen Piloten und einem Anfänger. Beide Piloten fuhren jeweils eine halbe Stunde der insgesamt einstündigen Rennen. Dieses Konzept lief für einige Jahre sehr gut, so dass teilweise ein Fahrerfeld von über 50 Piloten zustande kam.

### T4 Series
Als im Jahre 2004 die Desafio Corona Series, die heutige NASCAR PEAK Mexico Series, gegründet wurde, wurde die Reto Neon Serie eingestellt. Die ehemalige Reto Neon Serie wurde dann zur T4 Series Series umgeformt. Im Jahre 2005 trug sie den Namen Lotto T4 Series, da der italienische Sportartikelhersteller Lotto Sport Italia die Serie für ein Jahr sponserte. 
Als NASCAR im Jahre 2006 die Desafio Corona Series übernahm, hatte dies auch Auswirkungen auf die T4 Series. So wurde das Reglement verändert und dem der amerikanischen NASCAR-Serien wie dem Sprint Cup angepasst. Die wichtigsten Änderungen waren, dass die Teams jetzt Boxenstopps machen mussten und ein Fahrerwechsel nur noch in Ausnahmefällen erlaubt war. Auch die aus den USA bekannten Regeln die „Lucky Dog Regel“ und zweispurige Restarts wurden in das Reglement der T4-Series aufgenommen. Zudem wurde der Rennkalender so verändert, dass die Rennen der T4 Series nur noch auf Ovalen stattfanden. Der Chevrolet Astra durfte neben dem Dodge Neon als Fahrzeugmodell genutzt werden.
Ab 2007 fuhr die Serie offiziell unter dem Namen NASCAR Mexico T4 Series. 2009 änderte sie die bezeichnung in NASCAR Mini Stock Series und ab 2010 bis zur Einstellung der Serie Ende 2015 firmierte sie unter der Bezeichnung NASCAR Stock V6 Series.